# 子規 (小惑星)
子規（しき、7206 Shiki）は小惑星帯の小惑星。愛媛県久万町（現久万高原町）の久万高原天体観測館で中村彰正が発見した。
松山生まれの明治の俳人、歌人、正岡子規から命名された。